# Tratado de Londres (1518)
El tratado de Londres de 1518, también llamado tratado de paz universal, fue un pacto de no agresión y defensa mutua firmado por las principales potencias europeas.  El tratado fue ideado para unir a los países europeos de religión cristiana contra el avance amenazador del Imperio otomano, aunque en la práctica la paz establecida en el acuerdo se rompería al año siguiente de su firma.

## Antecedentes

Expansión del Imperio otomano.

A finales del siglo XV y principios del XVI el Imperio otomano dirigido por Selim I continuaba su avance por el sureste de Europa.  El papa León X intentaba conseguir una tregua de cinco años entre todos los países de la Europa cristiana, a fin de unir las fuerzas de éstos contra el islam otomano, a semejanza de las cruzadas de finales de la Edad Media.
En 1518 el cardenal inglés Thomas Wolsey, canciller de Enrique VIII de Inglaterra, gestionaba la firma de un acuerdo de paz con Francia en las Guerras Italianas.  La paz anglo-francesa se acordó ese mismo año con la devolución inglesa de la plaza de Tournai a Francia a cambio del pago de seiscientas mil coronas en el plazo de doce años y con la propuesta de matrimonio entre la infanta María, hija de Enrique VIII de Inglaterra, y el delfín Francisco, hijo de Francisco I de Francia (unión que nunca llegó a hacerse efectiva).
Conociendo las intenciones de León X de unir a todos los países cristianos, Wolsey aprovechó la firma del tratado de paz con Francia para apropiarse del protagonismo que suponía ser el promotor de una gran liga paneuropea y cristiana.  Aduciendo cuestiones protocolarias relegó a Lorenzo Campeggio, enviado por el papa a Londres para tratar este asunto, y extendió el tratado de paz anglo-francés a los restantes países europeos.

## Acuerdos
A la firma del tratado acordado por Enrique VIII de Inglaterra y Francisco I de Francia fueron invitados el rey de España Carlos I y el emperador del Sacro Imperio Romano Germánico Maximiliano I, uniéndose así los dirigentes de las principales potencias europeas en esa fecha. Los restantes países del continente, con menor peso político y militar en el contexto europeo, serían posteriormente llamados a unirse al acuerdo.  Rusia, que en la época no se consideraba parte de Europa, sino de Asia, quedó excluida de la invitación. 
El acuerdo establecía una liga defensiva basada en los siguientes términos:
- Compromiso de no agresión entre los firmantes;
- Compromiso de defensa mutua ante ataques de terceros;
- Todas las disputas entre los países firmantes serían resueltas por la vía pacífica;
- La violación del acuerdo por alguna de las potencias firmantes sería enfrentada con la unión de la fuerza de todas las demás;
- El papa sería presidente de la liga formada.

## Ruptura
La paz resultante de la firma del tratado sería efímera.  En 1519 tendría lugar la invasión de Suecia por Dinamarca con el beneplácito del propio León X, y la muerte ese mismo año de Maximiliano I de Habsburgo y su sucesión por Carlos I de España, provocando el desequilibrio de fuerzas en Europa a favor del rey español, desataría en 1521 la guerra en Italia entre las principales potencias europeas.  El imperio otomano seguiría adentrándose en Europa hasta el inicio de su decadencia a finales del siglo XVII, con la Paz de Karlowitz, que ponía fin a la Gran Guerra Turca.

## Enlaces
- Mandell Creighton: Cardinal Wolsey (inglés).

- Datos: Q2600616